# Novo São Joaquim
Novo Horizonte do Norte est une municipalité brésilienne située dans l'État du Mato Grosso.